# Santa Cruz del Valle Urbión
Santa Cruz del Valle Urbión ist ein Ort und eine Gemeinde (municipio) mit 103 Einwohnern (Stand: 2024) im Osten der spanischen Provinz Burgos in der Autonomen Gemeinschaft Kastilien-León. Die Gemeinde gehört zur bevölkerungsarmen Region der Serranía Celtibérica. Zur Gemeinde gehört neben dem Hauptort noch die Ortschaft Soto del Valle.

## Lage und Klima
Santa Cruz del Valle Urbión liegt am Río Urbión am Fuß der Montes de Ayago etwa 50 km (Fahrtstrecke) ostsüdöstlich von Burgos in einer Höhe von ca. 960 m und im Naturpark Espacio Natural de la Sierra de la Demanda. Das Klima ist gemäßigt bis warm; Regen (ca. 885 mm/Jahr) fällt hauptsächlich im Winterhalbjahr.

## Bevölkerungsentwicklung
| Jahr      | 1970 | 1981 | 1991 | 2001 | 2011 | 2021 |
| Einwohner | 261  | 163  | 143  | 119  | 102  | 101  |

## Sehenswürdigkeiten
- Kirche Unserer Lieben Frau (Iglesia de Nuestra Señora) in Santa Cruz del Valle Urbión
- Petruskirche (Iglesia de San Pedro Apostól) in Soto del Valle
- Einsiedelei San Millán

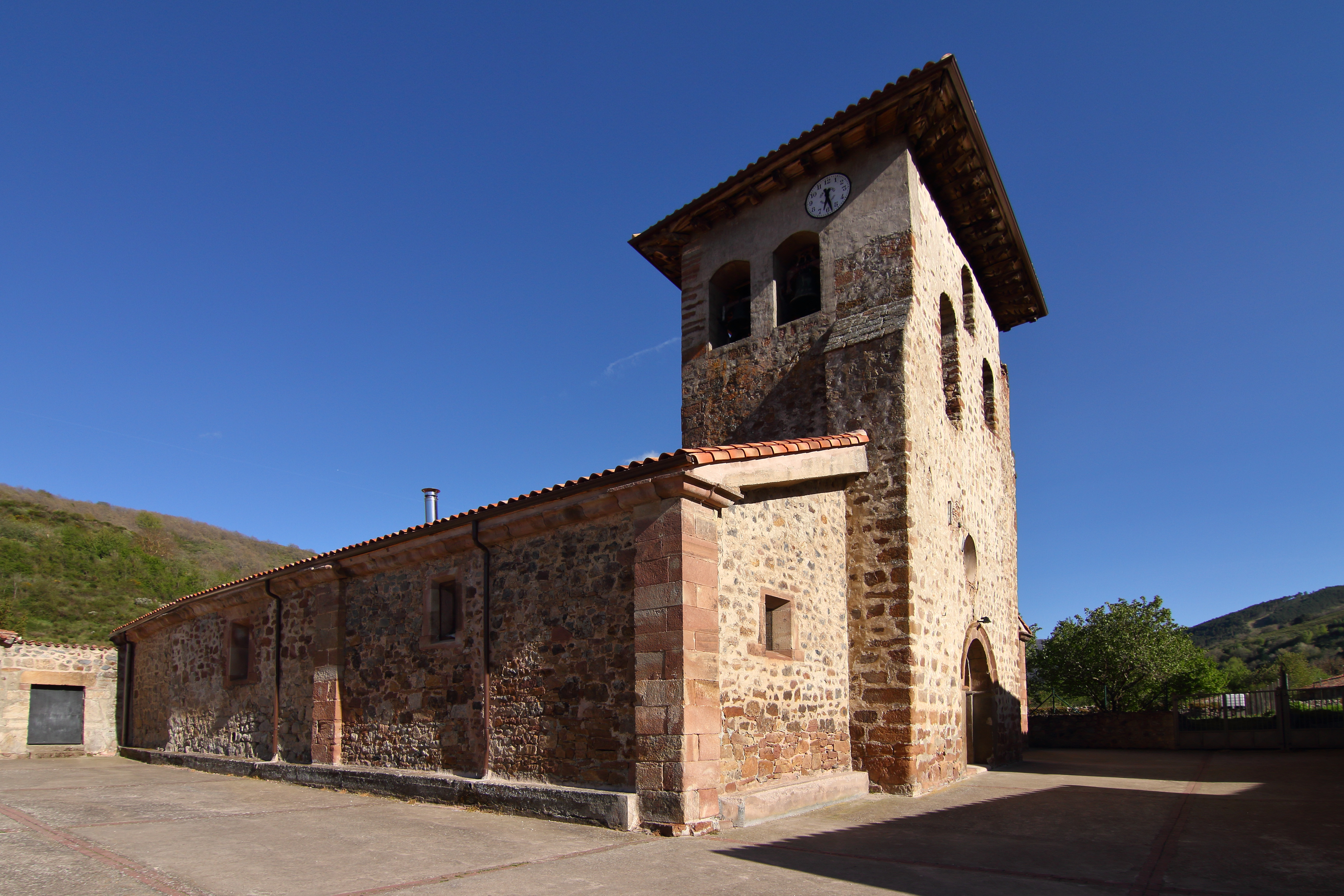
Kirche Unserer Lieben Frau
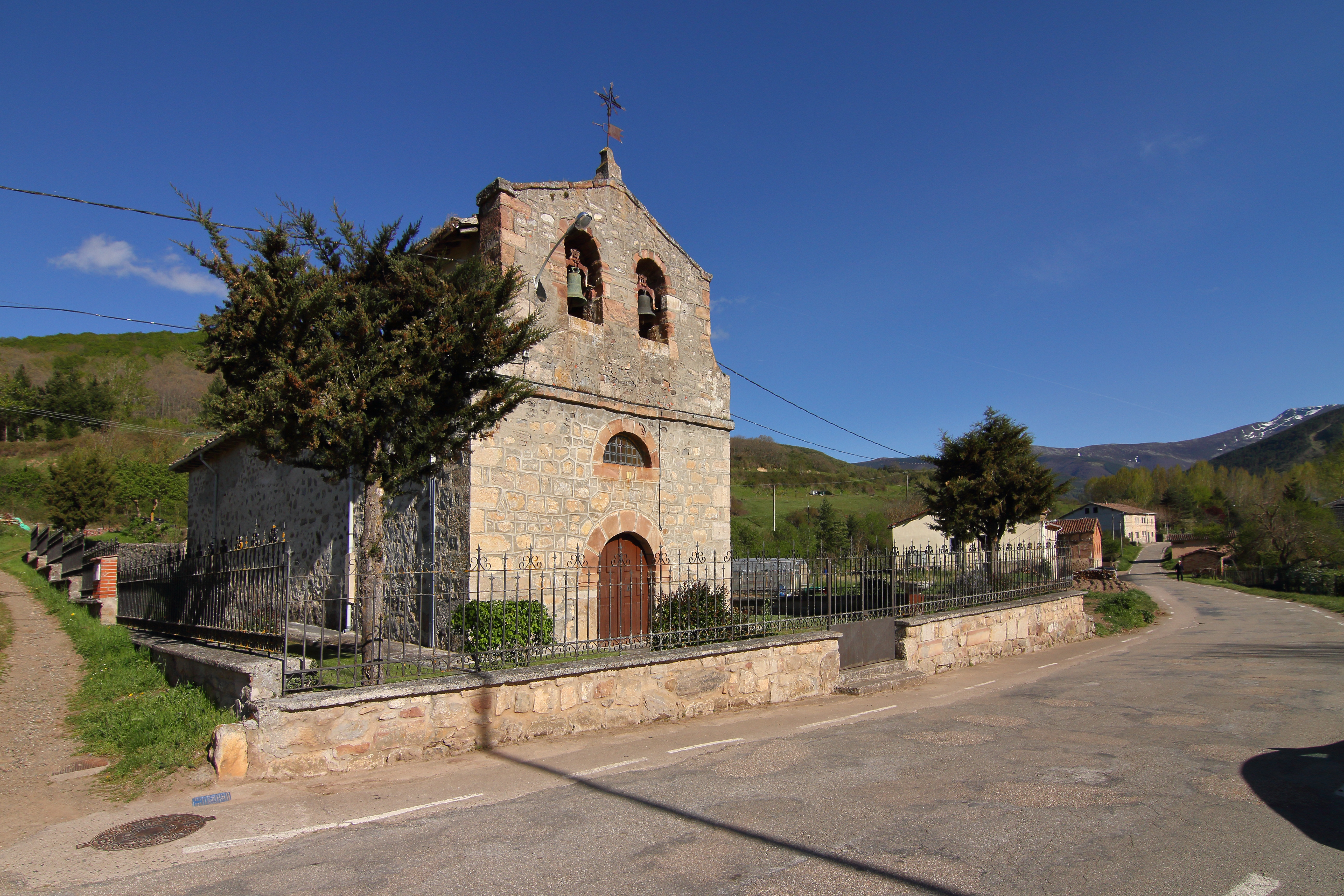
Petruskirche
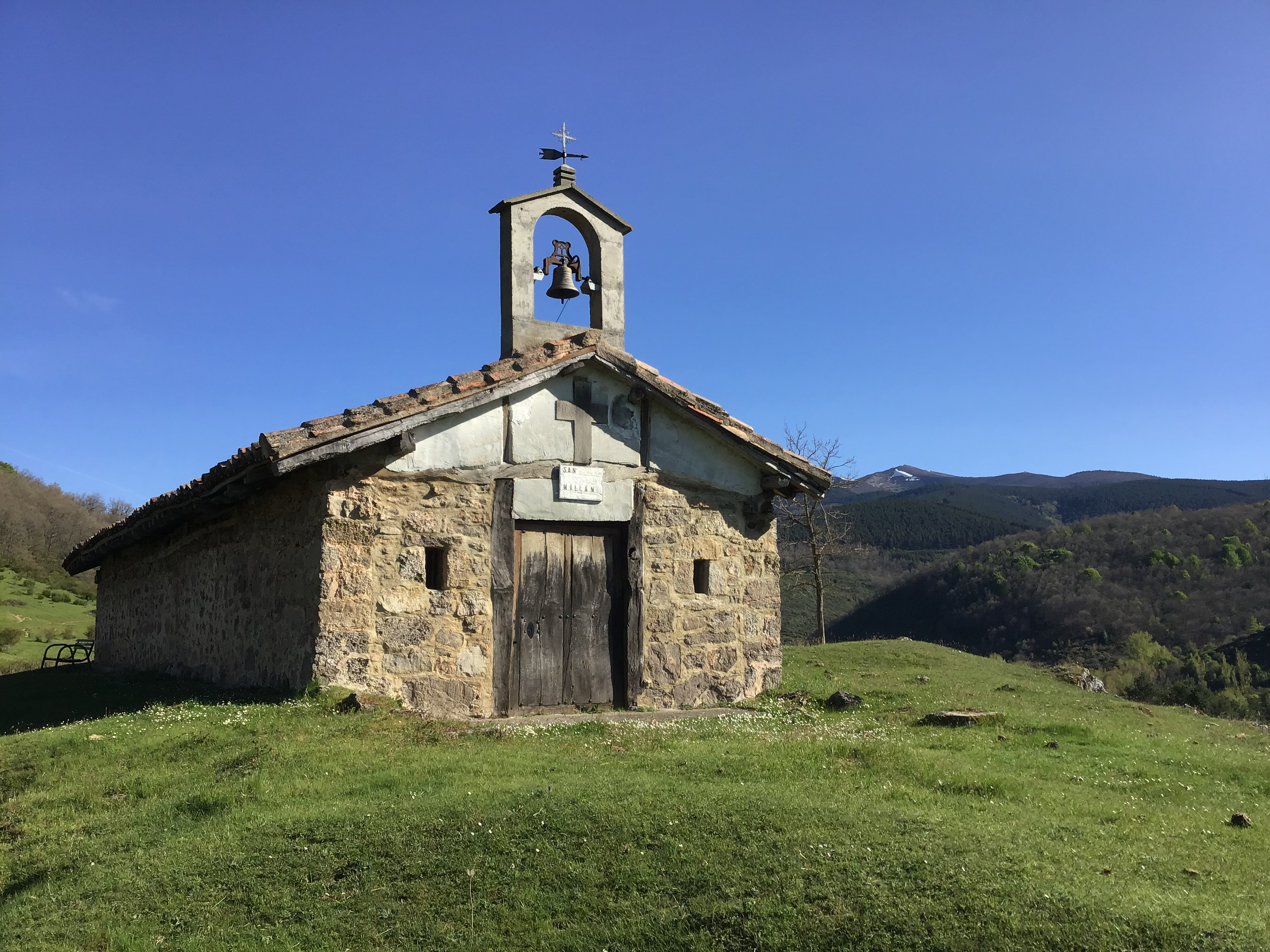
Einsiedelei San Millán